# Марія Грецька та Данська
Марія Грецька та Данська (грец. Μαρία της Ελλάδας και Δανίας), після одруження Марія Георгіївна (рос. Мария Георгиевна, 3 березня 1876 — 14 грудня 1940) — принцеса Греції та Данії з династії Глюксбургів, у 1900–1922 роках — велика княгиня Російської імперії, донька короля Греції Георга I та російської великої княжни Ольги Костянтинівни, дружина великого князя Георгія Михайловича Романова, а після його смерті — грецького адмірала Періклеса Іоаннідеса.
У 1900–1914 роках проживала на території Російської імперії. Під час Першої світової війни разом із доньками мешкала у Великій Британії, де фінансувала кілька шпиталів. У кінці січня 1919 року її першого чоловіка Георгія Михайловича було розстріляно у Петропавлівській фортеці під час т.з. розстрілу великих князів.
Залишила мемуари.

## Біографія

### Ранні роки
Марія народилася 3 березня 1876 року в Королівському палаці в Афінах п'ятою дитиною та другою донькою в родині короля Греції Георга I та його дружини Ольги Костянтинівни. Дівчинка мала старших братів Костянтина, Георгія та Миколая й сестру Александру. Згодом народилися молодші: Ольга, яка прожила лише півроку, Андрій та Христофор.

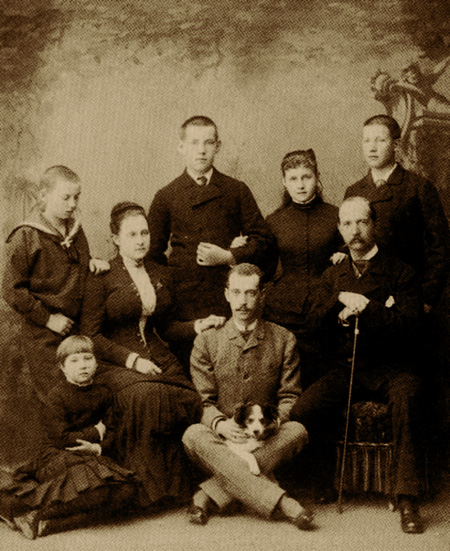
Марія у колі родини

Батьки жили дружно, багато часу проводили з дітьми. Малеча зростала в атмосфері сімейного затишку. Спілкувалися в родині німецькою, з часом почали розмовляти англійською, також намагалися привчати дітей до грецької.
Афінський двір був відносно спокійним і замкнутим. Зиму та весну проводили у Королівському палаці на площі Синтагма в Афінах та в заміському замку Татої у горах поблизу столиці. Потім, протягом чотирьох літніх місяців, жили у палаці Монрепо на острові Корфу і за кордоном: у французькому Екс-ле-Бені, данському Фреденсборзі та навідували родичів у Санкт-Петербурзі. Ті, в свою чергу, часто бували у Греції. Марія все життя тісно товаришувала зі своєю кузиною Ксенією Олександрівною.
Перебуваючи в Афінах, по неділям сімейство прогулювалося берегом моря у гавані Фалер. Матір, що ностальгувала за батьківщиною, розучувала з дітьми слов'янських пісень. Батько часто запрошував до королівського палацу російських моряків.
Марію в родинному колі кликали Мінні. Принцеса здобула освіту відповідну шляхетним дівчатам того часу. Навчання фокусувалося на вивченні іноземних мов, в числі яких були німецька, англійська та французька, а також математики, історії та географії. Гувернантка, окрім цього, викладала дівчинці куртуазний етикет, малювання, танці та гру на піаніно.

### Перший шлюб
У 24-річному віці, за 12 днів після оголошення заручин, Марія взяла шлюб із 36-річним великим князем Георгієм Михайловичем, який доводився їй двоюрідним дядьком. Такий поспіх збув зумовлений тим, що матір дівчини хвилювалася, що вона може передумати. Георгій Михайлович кохав принцесу і вже кілька років домагався її руки. Вперше він зробив пропозицію у квітні 1896 року. Однак Марії він не був до вподоби, і вона чітко дала зрозуміти це своєму оточенню. Згоду вона дала лише після обіцянки зберегти її місце у лінії наслідування грецького престолу і відхиливши кандидатуру короля Сербії Олександра Обреновича. Сама вона воліла залишитися в Греції та одружитися з представником свого народу. Георгій Михайлович, однак, сподівався, що з часом її почуття потеплішають.

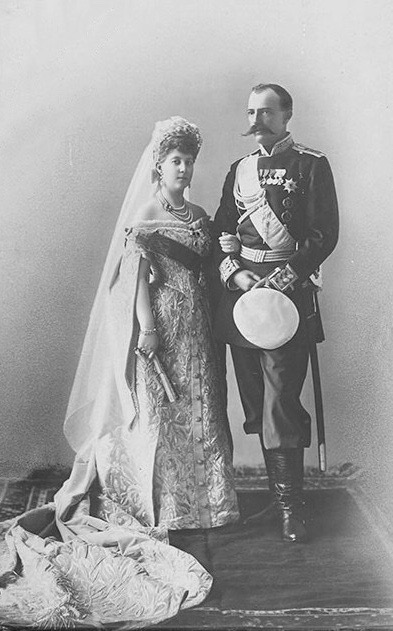
Весілля Марії та Георгія Михайловича

Вінчання пари відбулося 30 квітня 1900 року на острові Корфу, що було незвичайним для греко-російських пар, оскільки за традицією церемонію проводили в Росії. Медовий місяць провели в Австрії та Італії. В Росії подружжя оселилося у Михайлівському замку, резиденції тестя Марії. Із чоловіком велика княгиня спілкувалася французькою, із дітьми згодом використовувала англійську. У шлюбі народила двох доньок. Марія, що виросла справжньою патріоткою Греції, ніяк не могла звикнути жити в Росії. Георгій Михайлович, аби догодити дружині, перевіз у 1905 році сімейство до нещодавно збудованого палацу у Криму. Будівля була виконана в англійському стилі і отримала назву Гаракс. Архітектор Краснов спроектував також церкву, каплицю, оранжерею, стайню, гараж, склади та інші господарські будівлі. Остаточно будівництво комплексу було завершено у 1908 році.
Подружнє життя не було щасливим. Тим не менш, великий князь докладав великих зусиль, аби зберегти шлюб і віддано любив доньок. Марія ж все більше часу проводила за кордоном під приводом необхідності для здоров'я дітей.
Коли почалася Перша світова війна, Марія з дітьми перебувала у Великій Британії. В Росію вона вирішила не повертатися, хоча доньки й сумували за батьком. Княгиня оселилася у місті Гаррогейт у Північному Йоркширі. Вона стала покровителькою кількох військових шпиталів та надавала їм щедру фінансову допомогу.
Із чоловіком Марія Георгіївна більше не побачилася, хоча й регулярно листувалася. З приходом до влади більшовиків у 1917 році його було заарештовано. Велика княгиня зв'язалася із своєї родичкою Александріною Мекленбург-Шверінською, яка була королевою Данії, з проханням викупити з Петропавлівської фортеці великих князів, серед яких був і її чоловік, пропонуючи 50 000 фунтів стерлінгів за їх звільнення через данського посланника в Петербурзі. Однак затія не мала успіху. Наприкінці січня великих князів було розстріляно.

### Подальше життя
У 1920 році Марія повернулася на батьківщину в Грецію. Її доньки невдовзі одружилися і виїхали до Америки.
У 46-річному віці вона взяла другий шлюб із 41-річним адміралом Греції Періклесом Іоаннідесом. Весілля відбулося 16 грудня 1922 року у Вісбадені. Пара познайомилася на борту есмінця адмірала, яким Марія поверталася до Греції у 1920 році.
Після проголошення Другої Грецької Республіки у 1924 році подружжя виїхало до Великої Британії. Наступного року вони оселилися в Італії на віллі Аттіка. Пара вела тихе життя, Іоаннідес управляв фінансами сім'ї. Сімейні стосунки не завжди були гладкими: адміралу подобалися красиві жінки і він не цурався пропонувати їм коштовності дружини.
У Римі пара підтримували стосунки з королівською родиною Італії. Беніто Муссоліні Марія не соромилася критикувати публічно. Після виїзду подружжя до Німеччини у 1934 році, їм заборонили повертатися на італійські території.
У 1935 році у Греції відбулася реставрація монархії і вони змогли повернутися до Афін.
Марія померла 14 грудня 1940 року, під час Італо-грецької війни, у передмісті Психіко від серцевого нападу. Її поховали на королівському цвинтарі палацу Татої, поблизу її брата Христофора, який пішов з життя у тому ж році.
Періклес Іоаннідес пережив дружину на 14 років.

## Мемуари
- Grand Duchess George of Russia, A Romanov Diary, Atlantic International Publications, 1988.— ISBN 0938311093
- Princess Marie of Greece and Princess Marie Troubetzkoy, Katoufs, William and Norgate Ltd, Londres, 1925. —ISBN 1-4120-2762-4.

## Нагороди
Великий хрест ордену Святої Катерини (Російська імперія), (23 липня 1894).

## Титули
- 3 березня 1876—30 квітня 1900 — Її Королівська Високість Принцеса Марія Грецька та Данська;
- 30 квітня 1900—16 грудня 1922 — Її Імператорська Високість Велика Княгиня Марія Георгієвна Російська;
- 16 грудня 1922—14 грудня 1940 — Її Королівська Високість Принцеса Марія, Сеньйора Періклес Іоаннідес.

## Родина
Чоловік — Георгій Михайлович (Романов)
Діти:
- Ніна (1901—1974) — дружина князя Павла Чавчавадзе, мала єдиного сина;
- Ксенія (1903—1965) — була двічі одружена, мала доньку.